# Johann Liborius Zimmermann
Johann Liborius Zimmermann (* 14. November 1702 in Wernigerode; † 2. April 1734 in Halle (Saale)) war ein deutscher evangelischer Theologe. Er war ab 1731 Professor für Theologie an der Universität Halle.

## Leben
Johann Liborius Zimmermann wurde als Sohn eines Weißbäckers geboren. Er besuchte zunächst die Lateinschule in Wernigerode und später die Domschule in Halberstadt. Ab 1721 studierte er Philologie, Philosophie und Theologie an der Universität Jena unter anderem bei Johann Georg Walch und Johann Franz Buddeus. Buddeus überzeugte ihn, die akademische Laufbahn einzuschlagen. 1725 erwarb Zimmermann den Magistertitel und begann selbst theologische Vorlesungen an der Jenaer Universität zu halten. In dieser Zeit begann er auch die Arbeit an seinem umfangreichen Schrifttum.
1728 wurde Zimmermann Hofprediger bei Christian Ernst Graf von Stolberg-Wernigerode und Konsistorialrat in seiner Geburtsstadt Wernigerode. 1731 folgte er dem Ruf an die Theologische Fakultät der Universität Halle unter Beibehaltung seiner Verpflichtung als Konsistorialrat in seiner Heimatstadt. In Halle gehörte er, neben August Hermann Francke und Joachim Lange, zu den pietistischen Universitätstheologen. Johann Liborius Zimmermann starb bereits am 2. April 1734, im Alter von 31 Jahren, in Halle. Er wurde auf dem halleschen Stadtgottesacker bestattet. Sein Grab befindet sich im Gruftbogen 16, Grabinschriften sind nicht mehr erhalten, jedoch existiert noch seine Totenmaske.

## Werke (Auswahl)
- Die überschwängliche Erkenntnis Jesu Christi. 1732
- Kurtzer Abris einer vollständigen Vernunft-Lehre : in Tabellen verfasset, zum Grunde eines Collegii Logici verfertiget, und nebst einem Anhange Vom Eignen Nachsinnen. 1730 (Digitalisat)
- Die Seligkeit der Kinder Gottes in ihren Leiden und Trübsalen. 1729
- Das evangelische Predigtamt. Eine Antrittspredigt. 1728
- Natürliche Erkenntnis Gottes, der Welt und des Menschen, oder Metaphysik. 1728
- De imperfectione mundi existentis. 1725